# Le Vivier
Le Vivier település Franciaországban, Pyrénées-Orientales megyében. Lakosainak száma 66 fő (2022. január 1.). Le Vivier Fosse, Saint-Martin-de-Fenouillet, Felluns, Prats-de-Sournia, Sournia, Rabouillet és Vira községekkel határos.

## Népesség
A település népességének változása:
| Lakosok száma | 84   | 79   | 81   | 75   | 72   | 69   | 68   | 67   | 66   |
|               | 2013 | 2015 | 2016 | 2017 | 2018 | 2019 | 2020 | 2021 | 2022 |